# Dorcadion suvorovianum
Dorcadion suvorovianum är en skalbaggsart. Dorcadion suvorovianum ingår i släktet Dorcadion och familjen långhorningar.

## Underarter
Arten delas in i följande underarter:
- D. s. suvorovianum
- D. s. koramensis